# Partido de Benito Juárez
Partido de Benito Juárez är en kommun i Argentina.   Den ligger i provinsen Buenos Aires, i den centrala delen av landet, 300 km söder om huvudstaden Buenos Aires. Antalet invånare är 20 402.
Trakten runt Partido de Benito Juárez består i huvudsak av gräsmarker. Runt Partido de Benito Juárez är det mycket glesbefolkat, med 3 invånare per kvadratkilometer.